# Herzberger See
Der Herzberger See ist ein 13 Hektar umfassender Natursee in Herzberg, einem Ortsteil der brandenburgischen Gemeinde Rietz-Neuendorf im Landkreis Oder-Spree.
Der langgestreckte Rinnensee ist das nördlichste Gewässer einer fünfteiligen Seenkette, die vom Blabbergraben verbunden und nach Süden in die Krumme Spree zwischen Kossenblatt und Werder entwässert wird.

## Geographie und Naturraum
Der Herzberger See liegt östlich der Südbucht des Scharmützelsees auf der Beeskower Platte, die als Nr. 824 in den Naturräumlichen Haupteinheiten Deutschlands in der Haupteinheitengruppe Nr. 82 Ostbrandenburgisches Heide- und Seengebiet geführt wird. Im Untergrund der Platte überwiegen Saaleeiszeitliche Grundmoränenflächen, die weitgehend von flachwelligen Endmoränenbildungen der letzten Eiszeit überlagert werden. Die glaziale Rinne des Blabbergrabens verläuft parallel zur westlichen Scharmützelsee-Glubigseen-Rinne, deren Schmelzwasser ursprünglich wie die der Blabbergrabenrinne nach Süden Richtung Baruther Urstromtal flossen, deren Abflussrichtung sich allerdings nacheiszeitlich nach Norden zum Berliner Urstromtal umgekehrt hat.
Der Herzberger See liegt auf der Gemarkung des Dorfs Herzberg. Sein Westufer bildet die Gemarkungsgrenze zu Glienicke, wie Herzberg ein Ortsteil der Gemeinde Rietz-Neuendorf. Während sich das namengebende Dorf Herzberg rund neunhundert Meter östlich des Sees befindet, reicht das Nachbardorf Glienicke bis an die Südwestspitze des Sees heran. An der Südspitze des Sees führt die Bundesstraße 246 vorbei, die die beiden Dörfer mit Storkow und Beeskow verbindet. Rund einen Kilometer südlich des Sees überspannt das markante und denkmalgeschützte Lindenberger Viadukt der eingleisigen Nebenbahn Königs Wusterhausen–Grunow den Glienicker Grund, eine rund 100 Meter breite und 25 Meter tiefe Schlucht der Graben-Seen-Rinne. Der Herzberger See ist Teil des Landschaftsschutzgebiets Scharmützelseegebiet.

## Hydrologie und Limnologie

### Gewässerprofil
Bei einer maximalen Breite von rund 140 Metern zieht sich der schmale Herzberger See über rund 1,22 Kilometer von Nord nach Süd. Sein Umfang beträgt 2,936 Kilometer, die Fläche 13 Hektar. Der Wasserstand liegt 66,1m ü. NHN. Das umliegende Gelände steigt schnell, teils bereits nach 20 Metern, auf eine Höhe von 70 Metern an.

### Zufluss und Abfluss, Seesanierung

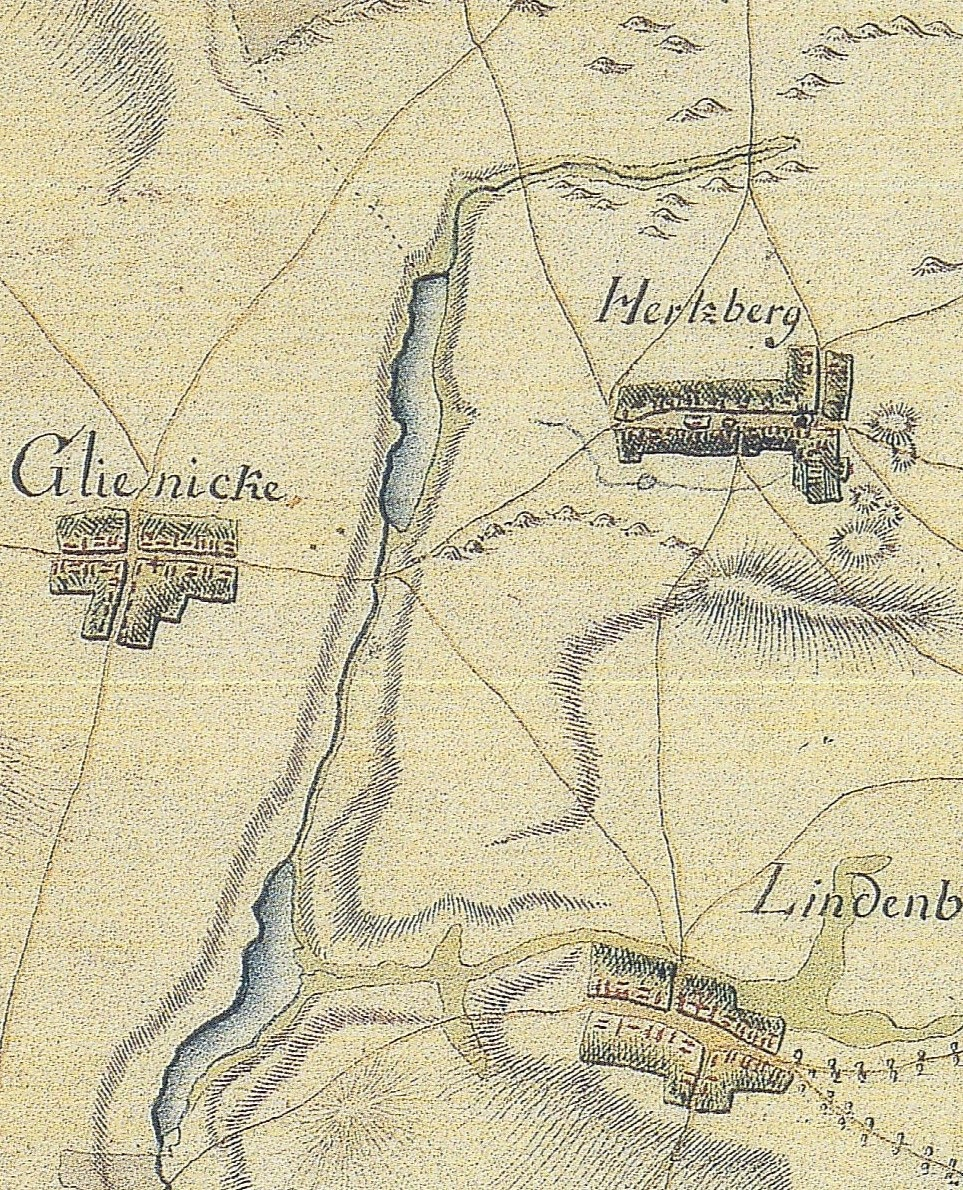
Blabbergraben, Herzberger und Lindenberger See im Schmettauschen Kartenwerk von 1767/87

Der Zufluss erfolgt durch einen rund 270 Meter langen Wasserlauf, der östlich des Sees an der Straße „Am See“ beginnt und rund 200 Meter südlich des Nordufers am Ostufer in den See mündet. Dieser Zufluss, der allerdings oft, insbesondere in den Sommermonaten, trocken liegt, wird von der Landesvermessung und Geobasisinformation Brandenburg als Blabbergraben bezeichnet. Wie das nebenstehende Schmettausche Kartenwerk zeigt, lag die Quelle des Bachs 1767/1787 nördlich des Sees – ungefähr an der heutigen Landesstraße 42 – in einem rund 85 Meter hohen Hügelgebiet. Zu dieser Zeit hatte das zufließende Teilstück des Blabbergrabens noch eine Länge von rund einem Kilometer und mündete direkt in das Nordufer. Das Grabenteilstück ist heute nur noch rudimentär vorhanden und versickert rund 550 Meter vor dem Nordufer.
Der Abfluss erfolgt am Südufer gleichfalls durch den Blabbergraben. Um das Ökosystem des zunehmend verschlammten Sees zu stabilisieren, wurde hier 2011 im Rahmen der Seesanierung ein neues Regulierungsbauwerk errichtet. Das Wehr soll Wasser-Überschüsse, die aus den Niederschlägen in den Wintermonaten resultieren, möglichst lange im Seebecken zurückhalten. Zudem wurde der See entschlammt. Überdies ist der Blabbergraben Teil des „Gewässerentwicklungskonzepts (GEK) Krumme Spree“ zur naturnahen Entwicklung von Fließgewässern im Rahmen der EU-Wasserrahmenrichtlinie (WRRL), das die Durchgängigkeit des teils verrohrten Bachs wiederherstellen will.

## Flora und Fauna

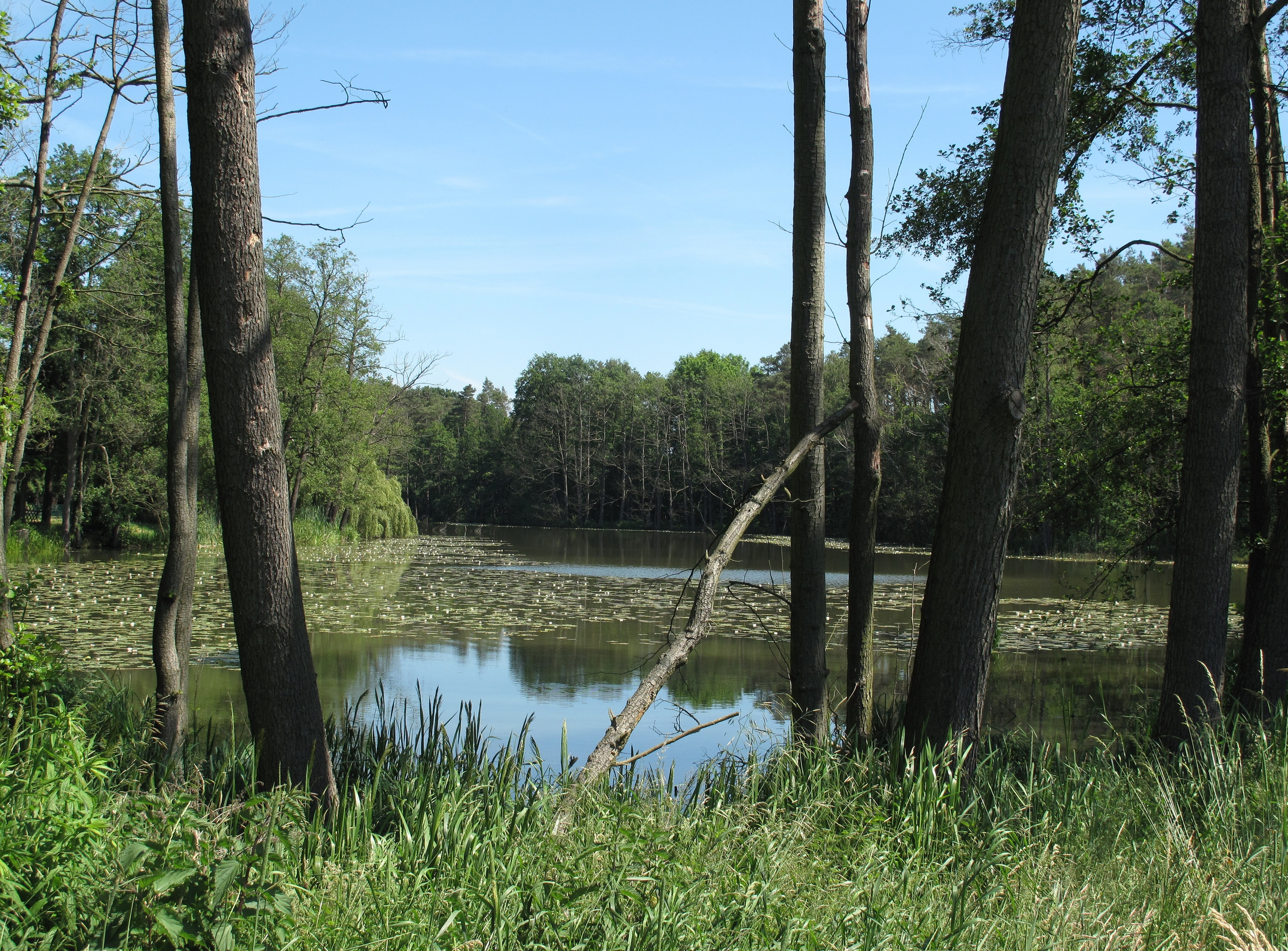
Seerosenteppich auf dem See

Der Herzberger See ist fast vollständig von Kiefernwald umgeben. Er verfügt weitgehend über naturnahe Uferbereiche und stellenweise über ausgedehnte Röhrichtbestände. Seerosenteppiche nehmen weite Teile der Wasserfläche ein. Der See wird von Anglern genutzt. Zu den Hauptfischarten zählen Hechte, Barsche, Schleie, Karpfen und verschiedene weitere Weißfischarten.

## Ersterwähnung, Name und Einrichtungen am See
Unter dem Namen Hertzebergischer See wurde das Gewässer erstmals 1701/1723 verzeichnet. Über ältere Namen und über den Namen in der slawischen Zeit ist nichts bekannt. Benannt ist er nach dem Dorf Herzberg, das 1346 als Herczberg erstmals urkundlich erwähnt wurde und dessen Name auf die mittelniederdeutsche Grundform Hertesberch = Ort bei/an einem Hirschberg zurückgeführt wird.
Während das Herzberger Ostufer vollkommen siedlungsfrei ist, liegt am unteren Westufer der Komplex des Waldhotels Seerosenhof, der aus mehreren Gebäuden besteht und über einen Strand verfügt. Ein weiterer Strand befindet sich rund 620 Meter weiter nördlich. Auf der Wiese am kurzen Südufer wurden ein Volleyball- und ein Bolzplatz eingerichtet.